# Ferrari FF
La Ferrari FF è un'automobile sportiva ad alte prestazioni realizzata dalla casa automobilistica italiana Ferrari dal 2011 al 2016.

## Presentazione al pubblico
La vettura è stata presentata in diretta mondiale il 23 febbraio 2011 attraverso il sito web ufficiale della casa. Per la presentazione al pubblico, invece, è stato scelto il successivo salone dell'automobile di Ginevra. La presentazione alla stampa internazionale è invece avvenuta nel marzo 2011 a Plan de Corones; per provare la vettura nelle condizioni più estreme (ghiaccio e neve), due esemplari della FF sono stati portati in quota utilizzando un elicottero Boeing CH-47 Chinook del 1º Reggimento Antares di Viterbo, col supporto di tre elicotteri AB 205 del 4º Reggimento Altair di Bolzano dell'Aviazione dell'Esercito.

## Caratteristiche

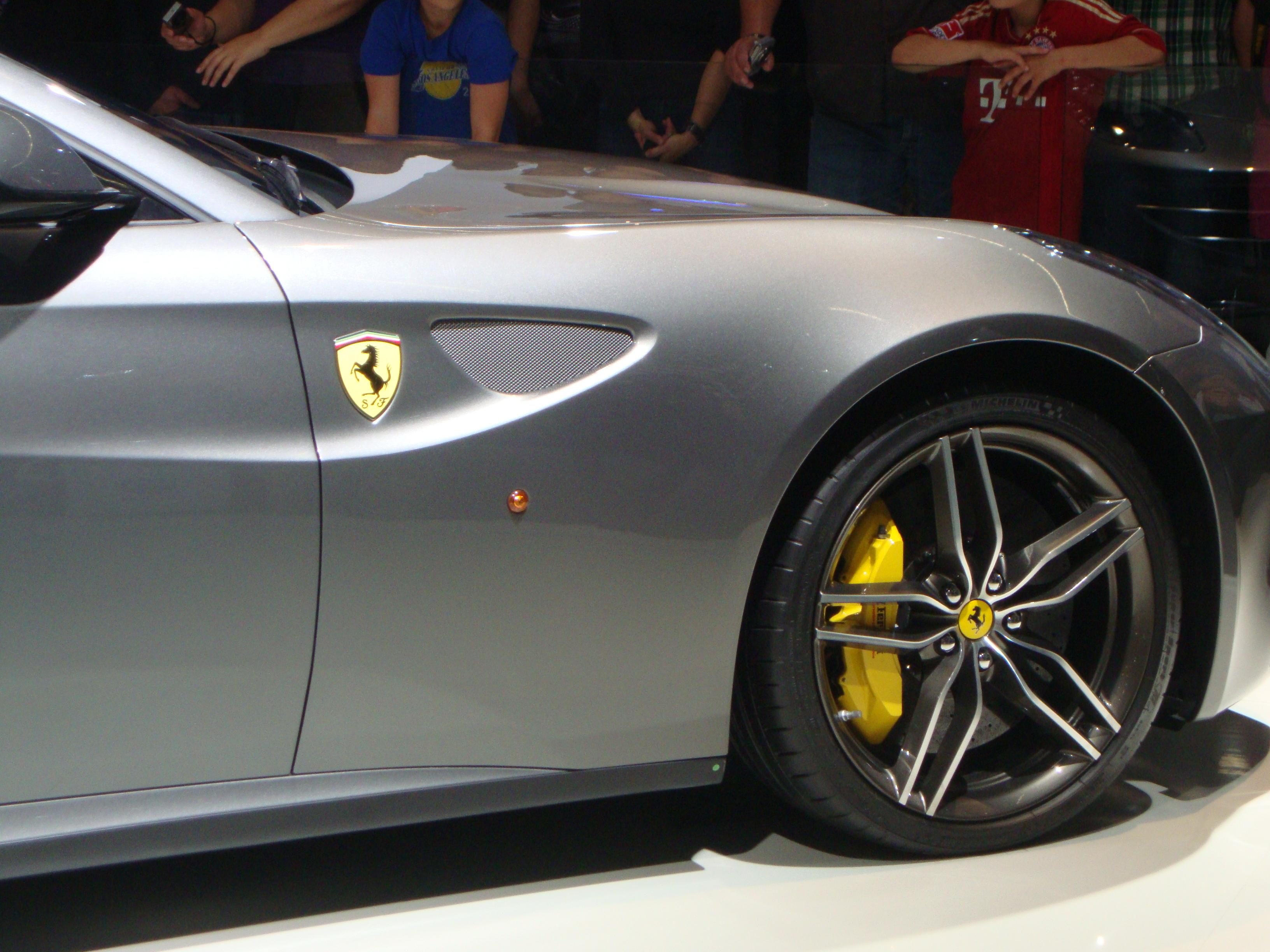
Particolare della presa d'aria laterale e della pinza freno

La sigla FF è l'acronimo di Ferrari Four, ovvero Ferrari 4 posti e 4 ruote motrici.
Questa è infatti la prima vettura di serie di Maranello ad adottare un sistema di trazione integrale intelligente (precedentemente sperimentato sulla 408 4RM nella seconda metà degli anni ottanta). Questa innovazione meccanica è unita a un'altra novità per quanto riguarda il design, e cioè l'adozione di una carrozzeria shooting-brake; l'auto abbandona quindi le fiancate concave ispirate alle sportive anni cinquanta che avevano contraddistinto la 612 Scaglietti (di cui la FF raccoglie l'eredità).

### Innovazioni rispetto alla progenitrice
L'impostazione meccanica della precedente 612 è stata mantenuta: motore all'avantreno e cambio al retrotreno in blocco con il differenziale; il motore è il Ferrari F140, un V12 a ciclo otto e a iniezione diretta (rapporto di compressione 12,5:1), con una cilindrata che è stata portata a 6262 cm³. Il propulsore eroga una potenza di 660 cavalli a 8 000 giri/min, e una coppia di 683 N⋅m a 6 000 giri/min; esso risulta collocato in posizione più arretrata rispetto all'assale anteriore, in modo da spostare il baricentro per una migliore distribuzione dei pesi. Al posteriore, oltre al differenziale, troviamo anche la trasmissione la quale è affidata al cambio robotizzato a doppia frizione e a 7 rapporti in posizione transaxle. Tutte queste scelte sono state fatte per garantire un'ottimale ripartizione dei pesi sui due assali: 47% all'anteriore e 53% al posteriore.
Il sistema di trazione integrale a cui si fa riferimento, denominato 4RM (sigla di "4 Ruote Motrici"), è interamente sviluppato dalla Ferrari. Il suo funzionamento prevede che la coppia motrice venga inviata sempre alle ruote posteriori ma, grazie a due frizioni collegate direttamente al motore, parte di essa (sino al 30%) viene trasferita all'asse anteriore. Inoltre, grazie a diversi parametri controllati da una centralina elettronica, il sistema può decidere quanta coppia inviare a ogni singola ruota. La Ferrari FF è dotata anche di nuove sospensioni a controllo elettronico, di tipo magnetoreologico, e di un impianto frenante con dischi carboceramici sviluppati dalla Brembo e derivati da quelli della berlinetta 599 GTO.

### Design

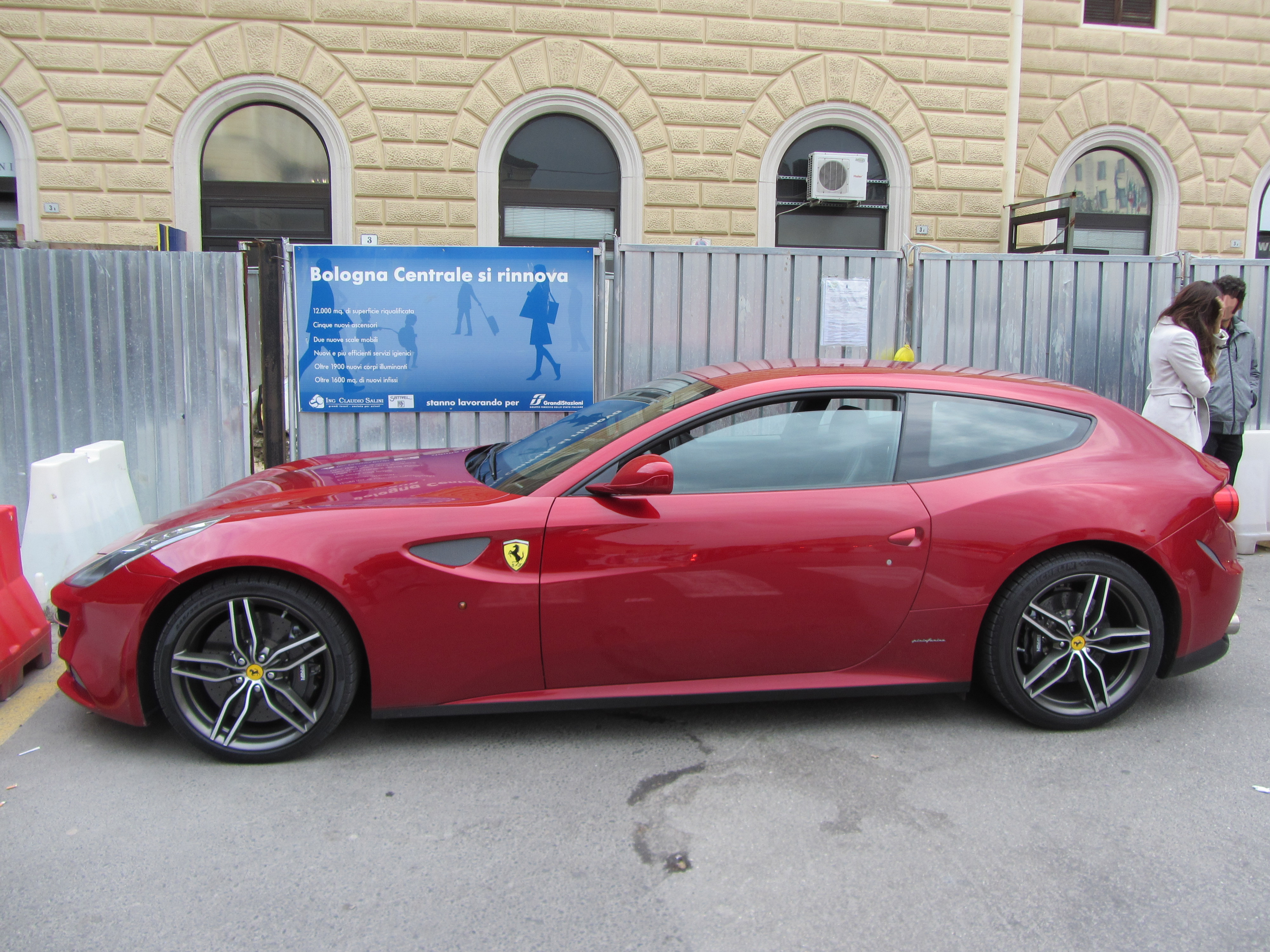
Il profilo della vettura, che evidenzia la linea di tipo shooting-brake.

La linea, disegnata da Pininfarina sotto la direzione di Lowie Vermeersch, e da Flavio Manzoni del Centro Stile Ferrari, è di tipo shooting-brake, profilo proprio delle wagon a 3 porte. L'interno è rifinito con pelle realizzata artigianalmente, il cui colore e tonalità delle cuciture in contrasto può essere scelto dal cliente. Il cruscotto è sullo stile di quello visto sulla coupé-cabrio California, mentre i sedili sono avvolgenti.
A partire dal settembre 2012 alcuni modelli sono stati realizzati con un nuovo tetto panoramico che si estende dal parabrezza fino al lunotto posteriore. Tale tetto è stato realizzato con un nuovo vetro riflettente speciale denominato LowE che garantisce il totale isolamento acustico e termico.

### Prestazioni
Il costruttore di Maranello dichiara che la FF è in grado di raggiungere i 100 km/h da fermo in 3,7 secondi fino a toccare la punta massima di 335 km/h.